# Angelo (opera)

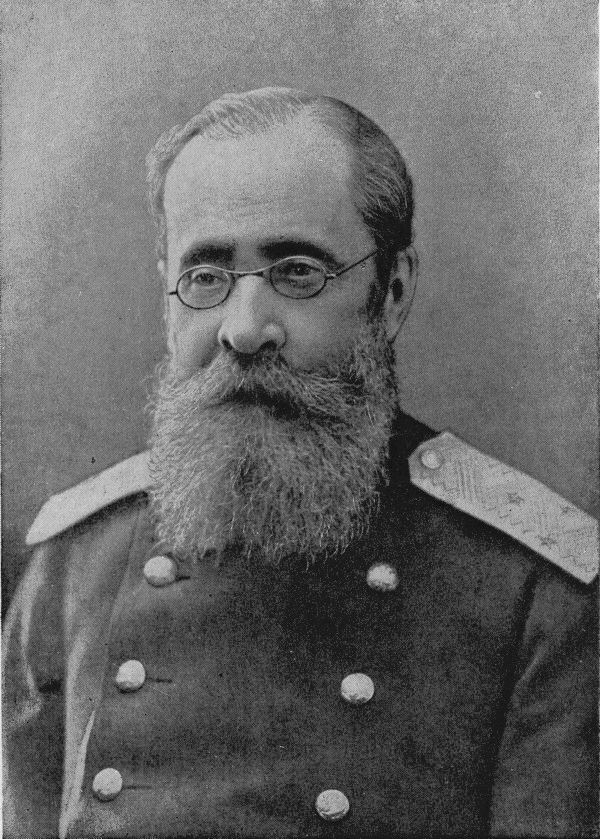
César Cui

Angelo (Анджело på kyrilliska; Andželo i translitteration) är en opera i fyra akter med musik av César Cui, komponerad 1871-1875, med libretto av Viktor Burenin byggd på Victor Hugos prosapjäs Angelo, tyrann i Padua.  Samma pjäs play utgjorde basen för Saverio Mercadantes Il giuramento från 1837, Amilcare Ponchiellis La Gioconda, som hade premiär samma år som Cuis opera (1876), samt Alfred Bruneaus Angelo, tyran de Padoue från 1928.

## Uppförandehistorik
Angelo hade premiär den 1 februari 1876 i Sankt Petersburg på Mariinskijteatern. Dirigent var Eduard Nápravník. Uppenbarligen överlevde den inte säsongen ut och togs bort från repertoaren. 
En nyuppsättning iscensattes 25 år senare 1901 på Bolsjojteatern i Moskva med Fjodor Sjaljapin i rollen som Galeofa. Mariinskijteatern satte upp Angelo på nytt 1910.

## Personer
- Angelo Malipieri, podesta: bas
- Catarina Bragadini: sopran
- Tisbe: mezzosopran
- Rodolfo: tenor
- Anafesta Galeofa, Tisbes faktotum, Angelos spion: bas
- Ascanio Strozzi: bas
- Dafne: mezzosoprano
- 1:e polis: baryton
- 2:e polis: bas
- Fra Paolo: tenor
- Peppo: tenor
- En tjänare: talroll

## Handling
Plats: Padua
Tid: 1549

### Akt 1
I Tisbes upplysta trädgård underhåller de maskerade gästerna sig själva. Efter festen beklagar sig Rodolfo och hans kumpaner över Angelo. Galeofa vet vem Rodolfo är och han vill hjälpa honom att träffa Catarina som han älskar.
Tisbe gör entré. Hon är förälskad i Rodolfo och skulle döda varje rival. Men han älskar Catarina. Galeofa kommer åter och ger Tisbe en dödsdryck och en sömndryck. Han berättar att Rodolfo kommer att möta en annan kvinna samma natt.
Angelo anländer till tonerna av en barkaroll. För att spä på hans svartsjuka mot Galeofa berättar Tisbe hon om hur hennes moder räddades från döden när Tisbe var en liten flicka. Dottern till en venetiansk adelsman hade bett för Tisbes moder och moder gav flickan ett krucifix. Tisbe har sedan dess letat efter denna person.

### Akt 2
I sitt sovrum väntar Catarina på Rodolfo. Catarina hör honom utanför och de förenas. Efteråt väcks de av ett ljud utanför och Rodolfo gömmer sig. Det är Tisbe. Hon vet inte vem Catarinas älskare är och ber Angelo berätta vem han är. Medan Catarina ber framför krucifixet noterar Tisbe att det är samma som modern en gång hade.
När Angelo gör entré hittar Tisbe på en historia om att Angelo ska dödas. Hon lovar Catarina att hon ska fly med Rodolfo.

### Akt 3
Utanför en taverna samlas folk. Ämnet med den venetianska tyrannen kommer på tal och folket övertalas att mörda honom. Rodolfo kommer in och berättar att Galeofa har förrått honom. När den senare kommer in sårad hopen honom dödligt. Galeofa ger Angelo ett osignerat brev till Catarina från en ung man varpå han dör.

### Akt 4
Tableau 1: i Catarinas rum
Angelo förklarar för prästen hur Catarinas begravning ska arrangeras. De två går ut och Tisbe kommer in. Hon misstänker att Rodolfo är Catarinas älskare. När Angelo återvänder och visar henne brevet känner Tisbe igen Rodolfos handstil men låtsas som inget. Hon övertalar Angelo att han ska förgifta Catarina.
Angelo säger till Catarina att hon ska skonas endast om hon berättar vem älskaren är. Catarina upptäcker att en yxa är gömd bakom ett draperi.
Tisbe och Angelo överräcker en bägare som Catarina vägrar dricka. På Tisbe order dricker hon den slutligen bedyrande sin oskuld. Angelo säger till tjänarna att ta Catarinas kropp till kryptan, men när han ger sig av mutar Tisbe dem att inte utföra ordern.
Tableau 2: I Tisbes sovrum
Catarina ligger på en bädd. Graven har förseglats. Rodolfo kommer. Han är övertygad om att Tisbe har förgiftat Catarina och sticker ned Tisbe. Catarina vaknar upp. Tisbe välsignar henne och dör medan begravningsprocessionen passerar utanför.

## Musiknummer
- Inledning
- Tisbes berättelse (Akt I)
- Barkaroll (Akt I)
- Rodolfos sång (Akt II)